# Timon és Pumbaa a Föld körül
A Timon és Pumbaa a Föld körül (eredeti cím: Around the World with Timon & Pumbaa) 1996-ban megjelent amerikai rajzfilm, amelyet Timon és Pumbaa című rajzfilmsorozat részeiből állították össze.

## Cselekmény

### A nagy fogás
Állj mellém!

## Szereplők
| Szereplő                    | Eredeti hang                          | Magyar hang                      | Magyar hang                                                   |
| Szereplő                    | Eredeti hang                          | Intercom, 1997                   | RTL Klub, 2004                                                |
| --------------------------- | ------------------------------------- | -------------------------------- | ------------------------------------------------------------- |
| Timon                       | Nathan Lane Quinton Flynn Kevin Schon | Vincze Gábor Péter               | Vincze Gábor Péter                                            |
| Pumbaa                      | Ernie Sabella                         | Melis Gábor Bálint István (ének) | Melis Gábor                                                   |
| Quint                       | Corey Burton                          | Gáti Oszkár                      | Koroknay Géza                                                 |
| Beöltözött bennszülöttek    | Jeff Bennett                          | Forgács Gábor                    | N/A                                                           |
| Bennszülött vezér           | Jeff Bennett                          | Csuja Imre                       | Bácskai János                                                 |
| Kapitány                    | Nathan Lane                           | Csuja Imre                       | Petridisz Hrisztosz                                           |
| Lány a bárban               | April Winchell                        | Nyírő Bea                        | N/A                                                           |
| Nőstény repülőmókus         | April Winchell                        | Andresz Kati                     | Kocsis Mariann                                                |
| Hím repülőmókus             | Rob Paulsen                           | Lippai László                    | Rékasi Károly                                                 |
| Ralph                       | Rob Paulsen                           | Harsányi Gábor                   | Forgács Péter                                                 |
| Eduardo                     | Richard Karron                        | Barbinek Péter                   | Kerekes József                                                |
| Nőstény gorilla és barátnői | Jim Cummings                          | Konrád Antal                     | Jakab Csaba Petridisz Hrisztosz Szatmári Attila Sótonyi Gábor |
| Kocsmáros                   | Jim Cummings                          | Végh Ferenc (ének)               | N/A                                                           |
| Pumbaa Junior               | Nancy Cartwright                      | Somlai Edina                     | Molnár Levente                                                |

## Betétdal
| Cím                        | Előadó                    | Rendező és producer | Zeneszerző           |
| -------------------------- | ------------------------- | ------------------- | -------------------- |
| Stand By Me (Állj mellém!) | Ernie Sabella Kevin Schon | Steve Moore         | Stephen James Taylor |

## Rajzfilm összeállítás
| # | Cím                                                        | Forgatókönyv     | Rendező                        | Forrás |
| - | ---------------------------------------------------------- | ---------------- | ------------------------------ | ------ |
| 1 | Villámcsapás (InterCom) Bora Bora (RTL Klub)               | Roberts Gannaway | Tony Craig és Roberts Gannaway | [ 2 ]  |
| 2 | Az aranyrög és kólás kupak (InterCom) Áskálódók (RTL Klub) | Kevin Campbell   | Tony Craig és Roberts Gannaway | [ 3 ]  |
| 3 | A nagy fogás (InterCom) Saskatchewani elkapás (RTL Klub)   | Kevin Campbell   | Rob LaDuca                     | [ 4 ]  |
| 4 | Bekígyózva (InterCom) Brazil mogyi (RTL Klub)              | Kevin Campbell   | Jeff DeGrandis                 | [ 5 ]  |
| 5 | Álbébik (InterCom) Igazság vagy vigazság (RTL Klub)        | Kevin Campbell   | Jeff DeGrandis                 | [ 6 ]  |
| 6 | Rém ronda csirke (InterCom) Gyengéd Rokonság (RTL Klub)    | Roberts Gannaway | Tony Craig és Roberts Gannaway | [ 7 ]  |